# Vagabond (manga)
Vagabond (バガボンド?, Vagabondo) è un manga scritto e disegnato da Takehiko Inoue, liberamente ispirato al romanzo Musashi di Eiji Yoshikawa, che narra le vicende relative al samurai Musashi Miyamoto.
La serializzazione del manga, in Giappone, è iniziata nel 1998 sulle pagine del quindicinale Weekly Morning, per poi giungere alla pubblicazione dei tankōbon nel 1999, ad opera della Kōdansha.
In Italia, invece, Vagabond è edito da Panini Comics (Planet Manga), in due differenti edizioni: la prima, la cosiddetta "edizione regolare", arrivata nelle fumetterie nel maggio del 2000, è costituita da volumi che contengono meno pagine di quelle presenti nei tankōbon originali (giunta al numero 57); la seconda, Vagabond Deluxe, è costituita invece da volumi di formato e contenuto uguale a quelli nipponici.
L'autore, Takehiko Inoue, ha ricevuto numerosi riconoscimenti e premi per quest'opera, tra cui il 24º Premio per il miglior manga della Kodansha, nel 2000, e l'Premio culturale Osamu Tezuka nel 2002.

## Ambientazione storica
Vagabond è un seinen manga ambientato in Giappone nel XVII secolo, subito dopo la fine della battaglia di Sekigahara, che vide la vittoria di Tokugawa Ieyasu; esclusi alcuni flashback e digressioni, la storia narrata procede dall'anno 1600 in poi, col racconto delle vicende incorse a vari personaggi, tra cui spiccano, come protagonisti, Musashi Miyamoto e Kojirō Sasaki, due formidabili kensei giapponesi realmente esistiti.
Non sono gli unici personaggi a trovare riscontro nella realtà, però, poiché ad essi possono aggiungersi, senza realizzare un elenco completo: il monaco Takuan, ovvero Soho Takuan; Ito Ittosai, altro spadaccino molto noto; Gonnosuke Musoh, esperto di arti marziali, e molti altri, compresi ovviamente anche Inei Hozoin ed i rappresentanti del clan Yagyu, come Sekishūsai Muneyoshi Yagyu.
Non mancano nell'opera i riferimenti storici, oltre che nella contestualizzazione storica e cronologica, anche nei discorsi e nelle battute di alcuni personaggi. Ad esempio, dopo esser entrato nel territorio della Yagyu, Musashi spiega a Jotaro come già dagli alberi che li circondavano, molto vecchi, si poteva intuire l'abilità non solo da spadaccino ma anche da politico del capo della famiglia Yagyu, in grado di non farsi coinvolgere nei conflitti che da decenni affliggevano quella parte del Giappone. In un'altra occasione è Seijuro ad affermare che è ormai passato il tempo del dominio della scuola Yoshioka, e che è iniziato il periodo degli Yagyu.

## Trama

### Tra Sekigahara e il villaggio Miyamoto
È il 21 ottobre del 1600, e la battaglia di Sekigahara si è conclusa. Al suolo, sopravvissuti in mezzo a cadaveri ed armi, si trovano Takezo Shinmen e Matahachi Honiden, due amici arruolatisi nelle file di Toyotomi nella speranza di ottenere gloria nella battaglia. Così inizia Vagabond.
I due ragazzi si trovano a dover affrontare molti pericoli, per tornare al villaggio Miyamoto, da cui provenivano; difatti, gli appartenenti alle truppe sconfitte venivano cercati sia dagli abitanti delle zone limitrofe al campo di battaglia, per vendetta, sia dai soldati vincitori, che cercavano i nemici per eliminarli.
Sulla strada per il ritorno, feriti ed ammalati, vengono raccolti e salvati da due donne, Oko e sua figlia Akemi. Ospitati da loro, i ragazzi le salvano da Tenma Tsujikaze, il capo di una banda di nobushi (briganti che spogliano i cadaveri dei soldati di armi ed armature) oltre che l'uomo che aveva ucciso il marito di Oko; a seguito della contesa, Matahachi e Takezo si separano: il primo va via con Oko, abbandonando così sia Otsu, la fidanzata che lo attendeva nel suo villaggio, sia Takezo, lasciato a combattere da solo contro numerosi banditi giunti per vendicare il loro capo; il secondo, si reca al villaggio Miyamoto, per avvertire Otsu del fatto che il suo promesso sposo è vivo, ma che non tornerà.
Giunto al villaggio Miyamoto, Takezo dovrà difendersi dalle trame della madre di Matahachi, che non crede alla storia raccontatale da Takezo, dagli abitanti del villaggio, che devono catturarlo in quanto ricercato dalle autorità, e da Kohei Tsujikaze, fratello di Tenma. Dopo aver mietuto numerose vittime, Takezo viene catturato da Otsu, grazie ai suggerimenti del monaco Takuan.
Takezo rimarrà per diversi mesi appeso ad un albero, esposto alle intemperie ed alla derisione, fin quando, a seguito del tentativo di ucciderlo da parte di Tsujikaze, Takuan decide di liberarlo, ribattezzandolo Musashi Miyamoto.

### A Kyoto, la scuola Yoshioka
Musashi, partito da solo per un viaggio di allenamento, si reca a Kyo (attuale Kyōto), la capitale, per potersi confrontare con gli uomini più forti della città. Ha un'ossessione, ovvero diventare un uomo "incomparabilmente forte", così da poter superare il padre, Munisai Shinmen, cui il titolo di "incomparabile maestro di katana" era stato conferito dallo Shōgun, che aveva assistito alla sua vittoria nell'esibizione tra lui e Kempo Yoshioka.
Così, Musashi si presenta al Dojo della Yoshioka e sconfigge 5 allievi, uccidendoli; dopo però si trova davanti, nella palestra, tutti gli uomini più forti della scuola: Toji Gion, Ryohei Ueda, il maestro Seijuro Yoshioka, che ferisce Musashi alla fronte, dopo averlo invitato ad andarsene, ed il fratello Denshichiro. Quest'ultimo combatterà con Musashi, ma il loro incontro sarà interrotto da un incendio, provocato involontariamente dall'ubriaco Matahachi, che aveva assistito di nascosto ai duelli senza riconoscere l'amico. Denshichiro chiede all'avversario di andarsene, fissando un duello per l'anno successivo, quando entrambi saranno migliorati.
All'uscita di Musashi dal dojo, Matahachi lo riconosce, e lo porta in una locanda, dove le ferite gli verranno curate da Jotaro, un ragazzino che desidera divenire suo "allievo"; ad assistere Musashi vi è anche il monaco Takuan, che cerca di fare comprendere al ronin alcuni concetti fondamentali, specie su come rivolgere la propria attenzione e concentrazione, e lo avverte del fatto che Otsu è ospite nel villaggio Yagyu.
Musashi riparte con Jotaro, mentre Matahachi, ricercato in quanto ritenuto colpevole dell'incendio, viene cacciato da Oko, che lo manteneva, per non perdere la benevolenza della Yoshioka; Matahachi si ripromette di seguire la strada percorsa dall'amico, di colmare il divario tra loro creatosi.

### Lo Hozoin di lancia
Nella regione di Nara, al bivio fra i territori di Yagyu ed Hozoin, le strade di Musashi e Takuan si dividono, in quanto, differentemente dal monaco, il ronin sceglie di recarsi al tempio dello Hozoin, noto per le tecniche di lancia, per confrontarsi con i più forti esperti del territorio. La strada sarà indicata a Jotaro da un vecchietto, che, dopo aver dato a Musashi del "goffo", poiché attribuiva agli altri l'"aria minacciosa" che lui stesso emanava, lo ospiterà per la notte.
L'indomani mattina Musashi si reca al tempio, e si trova a dover affrontare subito prima Agon, uno dei più abili allievi dello Hozoin, sconfiggendolo in maniera alquanto insolita, e poi Toji Gion che, incuriosito dal modo di combattere di Miyamoto lo segue, deciso a far da sicario della Yoshioka. Il duello tra i due spadaccini viene però interrotto dall'arrivo di Inshun, primo allievo di Inei Hozoin, maestro della scuola di lancia, ormai ritiratosi. Inshun sceglie Musashi come suo avversario e, dopo aver combattuto per un po', decide di provare con lui lo "scambio di vite", cioè mettere in gioco tutto in un duello mortale, poiché questa è l'unica esperienza che manca al genio della lancia per poter forgiare la propria mente; la superiorità di Inshun è però disarmante, e perciò Musashi, per non perire, è costretto alla fuga.
Le ferite gli saranno curate dal vecchietto che lo aveva ospitato in precedenza, che si scoprirà essere Inei Hozoin; quest'ultimo accetta di allenare Musashi per un nuovo scontro, poiché comprende che il ronin può far maturare il suo allievo Inshun, anche se col rischio che questi rimanga ucciso. Per allenarlo, porta Musashi in montagna, e lo lascia lì, andando poi ogni giorno per osservarne i cambiamenti; il tempo trascorso in solitudine, ad assimilare gli insegnamenti di Inei e comprendere le frasi di Takuan, servirà a Musashi per capire i propri errori e racchiudere la tensione al proprio interno. È giunto il momento del nuovo duello. Intanto Matahachi, per un caso fortuito, ruba l'identità di Kojiro Sasaki, famoso spadaccino, passando un breve periodo di relativa tranquillità, finché non incontra casualmente la madre e lo zio Gon.
Colto dal sonno e da un sogno in cui il padre gli dice che morirà nello scontro, Musashi arriverà, seppur in ritardo, all'appuntamento con Inshun; questo duello notturno si presenta subito diverso, sia per il nervosismo del primo allievo, che si rende conto di poter finalmente provare lo "scambio di vite", sia per la calma di Musashi. Dopo un duello con le proprie energie spirituali, e dei ricordi del maestro Inei, testimone dello scontro, che parla con Agon del suo passato, i due contendenti si colpiscono, ed Inshun crolla a terra privo di sensi. Il combattimento sblocca qualcosa in lui, rammentandogli il suo triste passato, di cui nulla ricordava. Anche Musashi perde conoscenza, ed i ragazzi vengono portati nell'abitazione di Inei per ricevere le cure del caso.
Ripresosi dalle conseguenze della lotta, dopo esser stato rivestito in maniera più consona, un Musashi apparentemente più maturo riparte per il suo viaggio.

### Il Clan Yagyu
Musashi con il fido Jotaro si reca al castello di Yagyu, con l'intenzione di sfidare il grande maestro Sekishusai Yagyu, un uomo "incomparabilmente forte". Nel frattempo, all'insaputa di Musashi, anche Denshichiro Yoshioka ed Otsu si trovano in quel villaggio: il primo, in viaggio d'allenamento, per poter incontrare il maestro; la seconda, invece, perché ospitata al castello dallo stesso Sekishusai.
Il maestro, tentando di far desistere Denshichiro dal volerlo incontrare, invia Otsu per comunicargli il rifiuto, dandole un fiore, da lui stesso tagliato, da consegnare allo stesso Yoshioka. Il fiore, rifiutato da Denshichiro, che poi incontrerà Musashi e gli ricorderà del loro incontro, da tenersi a Kyo, finirà proprio nelle mani di Musashi. Incuriosito dal taglio del gambo, il ronin si incontra per parlarne con i quattro allievi sovrani della Yagyu all'interno del castello, benché, in realtà, usi il fiore come scusa per varcare la soglia della scuola e battersi con il loro maestro.
Le provocazioni di Musashi, tese a fare innervosire gli allievi sovrani, non sembrano sortire effetto, fin quando Jotaro non causa il tumulto; Musashi si assume la responsabilità delle azioni compiute dal suo allievo, reo di aver ucciso il cane di proprietà di un membro della famiglia Yagyu, e trova così la scusa per sfidare l'intero castello.
Il combattimento è duro, poiché i quattro allievi, pur di impedire a Musashi di raggiungere le stanze dell'anziano maestro, ammalatosi di recente, dopo aver attribuito il ruolo di suo successore al nipote Hyogonosuke, combattono insieme contro il solo Musashi, che tiene però loro testa, fin quando non riesce a liberarsi di loro e ad arrivare dal maestro, al di fuori della cui stanza incontra Otsu.
Dopo essersi nascosto, per sfuggire ai quattro allievi, giunti anche loro dal maestro, Musashi rimane infine da solo con Sekishusai, che giace a letto malato. Nonostante ciò, la forza dell'uomo è tale che Musashi non riesce a colpirlo, poiché la sua stessa "aria minacciosa" gli si rivolge contro. Miyamoto non riesce a reagire in alcun modo alla grandezza di quell'uomo, non può far altro che riconoscere che Sekishusai è davvero "incomparabilmente forte". Il maestro si sveglia, e Musashi ha modo di rivolgergli una domanda, vuol sapere da lui cosa significhi essere incomparabilmente forte, al che Yagyu risponde che "incomparabilmente forte" sono solo parole, null'altro.
Così, Musashi riparte, lasciando Otsu e Jotaro alla Yagyu; il suo viaggio continua, un viaggio che gli servirà a comprendere le parole di Takuan, di Inei, di Sekishusai. La sua meta stavolta è la terra di Ise, il suo avversario Baiken Shishido, maestro nell'uso della kusarikama.

### Kohei Tsujikaze/Baiken Shishido
Nei pressi della casa di Baiken Shishido, un esperto di kusarigama (un'arma costituita da una falce ad una mano congiunta ad una lunga catena, sull'estremità della quale vi è un peso di metallo) Musashi viene a sapere che Baiken è morto da qualche tempo, ma che i suoi sfidanti non tornavano mai indietro, come se venissero uccisi da un fantasma.
Giunto nella casa di Baiken, Musashi risolve il mistero scoprendo che il suo avversario altri non è che Kohei Tsujikaze. Difatti Kohei, in cerca solo di un posto in cui poter morire, venne circondato da Baiken, un bandito, e dai suoi uomini; nonostante fosse ferito, Kohei eliminò gli avversari, ma una volta terminato lo scontro, dovette fronteggiare la giovanissima figlia di Baiken, Rindo, sconfiggendola rapidamente, e rimanendo al contempo affascinato dalla sua abilità nel maneggio della kusarikama. Kohei riportò a casa di Baiken la figlia, prendendosene cura ed approfondendo nel frattempo lo studio della particolare arma, imparandone l'uso grazie anche ai particolari "allenamenti" di Rindo, che Kohei presenterà a Musashi come il suo maestro.
Musashi chiede a Kohei di fargli vedere l'uso della kusarikama, e quest'ultimo accetta, affermando però che lui era in grado di utilizzare quell'arma solamente per uccidere. Musashi acconsente al duello, ed incomincia un combattimento all'inizio del quale Musashi sembra avere la peggio, in quanto spiazzato dalla versatilità dell'arma, a causa del peso a fine catena, in grado di provocare gravi danni e di disarmare l'avversario anche da una certa distanza, e della stessa catena, i cui movimenti risultavano del tutto imprevedibili, quasi come se fosse viva; inoltre, Musashi non era pronto ad uno scontro mortale, a differenza di Kohei/Baiken. È il maestro di kusarikama a prendere l'iniziativa, andando perfino vicino ad uccidere l'avversario dopo esser riuscito a prenderlo alle spalle e quasi a strangolarlo con la catena, ma Musashi si libera dalla morsa con una reazione improvvisa, e riesce a comprendere un modo per sua la vittoria; dopo esser ritornato con la mente all'infanzia, ed ai primi rudimenti nell'uso della jutte, datigli dal padre, Musashi impugna anche il wakizashi, impugnando così entrambe le armi a disposizione; in questa anomala posizione, fronteggia con una l'attacco con la catena, e con la seconda, accorciando le distanze, colpisce Kohei amputandogli le dita della mano destra e ferendolo gravemente ad una spalla. Finito lo scontro, Rindo, rimasta fino a quel momento in disparte, decide di attaccare Musashi, ma verrà fermata da Matahachi, che ritrovatosi li per un caso fortuito ha assistito al combattimento sperando di entrare in scena in un modo o nell'altro per fare bella figura di fronte a Musashi, quest'ultimo già l'aveva notato mentre si nascondeva nei cespugli per osservare la sfida ma sia prima che dopo non l'aveva riconosciuto visto che si era celato il volto con dei bendaggi che non aveva avuto il coraggio di togliersi neanche dopo la sua entrata. Un breve dialogo e Matahachi scaglia il pugnale che gli aveva lanciato la ragazzina colpendolo sulla spalla e la giovane verrà difesa preventivamente dallo stesso corpo di Baiken, a quel punto Matahachi fugge e Musashi dopo un breve dialogo con Kohei decide di salvargli la vita (per richiesta dello sconfitto) curando le sue ferite per poi partire immediatamente.
Oramai Kohei, mutilato, non potrà mai più impugnare una katana ma ad ogni modo aveva già deciso, a quanto detto nell'ultimo dialogo con Musashi, di ritirarsi dai combattimenti nutrendo però rancore tra sé e sé e meditando vendetta per Matahachi avendolo riconosciuto nella figura di Kojiro Sasaki.

### Kojiro Sasaki
Tramite un lungo flashback viene mostrata l'infanzia e la vita del vero Kojiro Sasaki.
L'arco narrativo inizia con una lettera di Sukeyasu Sasaki indirizzata al suo maestro Jisai Kanemaki, che vive ormai come un eremita in un piccolo villaggio costiero. Sukeyasu prega il maestro di prendersi cura del suo unico figlio, Kojiro.
Kojiro cresce forte ma isolato dal resto degli abitanti, in quanto sordo e associato a Jisai, che è visto come un vecchio pazzo e codardo. Il ragazzo fa amicizia con un altro coetaneo Tenki Kusanagi, desideroso di diventare un giorno uno spadaccino invincibile. Insieme i due ragazzi pianificano di uccidere Fudo, un potente samurai che terrorizza il villaggio rapendo le ragazzine. L'assalto però non ha successo, Tenki ottiene solo delle cicatrici in viso e Kojiro scopre la sua sete di sangue nel combattere, amputando un braccio a Fudo. Grazie all'intervento di Jisai che abbatte l'avversario i due ragazzini si salvano e così anche il villaggio.
Passati alcuni anni Kojiro è diventato ormai un giovane uomo che mette continuamente alla prova il vecchio Jisai, nel tentativo di farsi insegnare l'arte della spada. Il ritorno di Ittosai Ito, il primo allievo di Jisai, rompe la monotonia del villaggio. Ittosai nota subito il talento di Kojiro e lo induce a combattere contro alcuni spadaccini, tra cui Ryohei Ueda e Denshichiro della Yoshioka. Lo scontro tra Denshichiro e Kojiro finisce in parità, con entrambi feriti gravemente.
Dopo essersi ristabilito Kojiro lascia il villaggio e viaggia con Ittosai per testare la sua abilità. Jisai alla fine ha accettato il futuro da spadaccino del suo figlio adottivo e affida a Tenki il compito di portare un certificato, insieme a del denaro, che attesta il rango di spadaccino per Kojiro. Il certificato e il denaro finiranno poi nelle mani di Matahachi (dopo che Tenki verrà ferito a morte). Kojiro durante il viaggio affronta alcuni avversari che si rivelano deboli finché, insieme a Ittosai non incontrano Gonnosuke Muso, che si proclama il più forte artista di arti marziali. Gonnosuke, dopo essere stato battuto facilmente da Kojiro, decide di unirsi al gruppo per imparare dal maestro Ittosai. Giunti sul campo della battaglia di Sekigahara, appena conclusa, Ittosai provoca un combattimento con alcuni soldati rimasti di Tokugawa, nella quale viene coinvolto anche un giovane Takezo speranzoso di uccidere un generale (al tempo ancora "una bestia selvaggia della montagna"). Quando la battaglia si conclude, Ittosai decide di separarsi da Kojiro e lasciarlo combattere contro numerosi avversari, per farlo diventare "come lui". Ittosai afferma che una volta che Kojiro avrà ucciso un centinaio di uomini avrà acquisito l'istinto di sopravvivenza e sarà pronto, nel loro prossimo incontro, ad essere il suo avversario. Per giorni Kojiro è attaccato da contandini, speranzosi di avere una taglia per la sua testa, finché non incontra un gruppo di soldati sopravvissuti molto abili. Dopo un lungo duello con Koun, il più forte del gruppo, Kojiro ne esce vincitore.

### Ritorno a Kyoto
La storia torna su Musashi Miyamoto il quale torna a Kyoto nel 1604 (il 9º anno dell'era Keichō) dopo che è quasi passato un anno dalla promessa di un nuovo duello con i fratelli Yoshioka. Mentre attende il giorno dello scontro, Musashi di notte viene attaccato di sorpresa da Seijuro Yoshioka, che cerca di ucciderlo. Durante il duello l'avversario si accorge della crescita caratteriale di Musashi. Alla fine Seijuro perisce mentre Musashi riporta una ferita sopra l'occhio sinistro che lo costringerà a portare un bendaggio per diversi giorni.
Dopo la morte di Seijuro, il clan Yoshioka è nel panico. Si scopre che Seijuro ha attaccato Musashi senza informare nessuno, sentendo che il fratello Denshichiro non avrebbe mai potuto vincere il duello contro l'avversario ma Ueda è l'unico del clan a capirlo. Musashi intanto viene ospitato in casa di Hon'ami Koetsu, un famoso fabbricante di spade. Le emozioni di Denshichiro provocate dalla morte del fratello maggiore lo distraggono dagli allenamenti con i suoi subordinati, che iniziano a preoccuparsi e tra questi Ueda è il più convinto che Denshichiro, ora nuovo leader della scuola, non dovrebbe prendere parte al duello. Durante un incontro casuale per strada tra Musashi e Denshichiro appare Toji Gion, visibilmente trasandato e demoralizzato dalle esperienze avute durante il suo viaggio alla ricerca di Musashi, e ormai espulso dal suo stesso clan. Nonostante Denshichiro gli ordini di non uccidere Musashi, Toji lo attacca per essere poi ucciso da un semplice colpo dello spadaccino diretto al collo.
Ueda, adesso seriamente preoccupato sulle possibilità che il suo maestro muoia nel duello, pianifica insieme ai principali esponenti del clan di assoldare tra le loro file Kojiro Sasaki per farlo combattere al posto di Denshichiro. Matahachi, scoperto che Kojiro è sordo e incapace di parlare, si fa ora chiamare Koujiro Sasaki (con accento diverso sulla seconda sillaba) finendo comunque tra le mani di alcuni membri del clan Yoshioka. Subito dopo appare il vero Kojiro Sasaki che si è soffermato a Kyoto. Gli uomini della Yoshioka decidono di invitare Kojiro al loro dojo, mettendone però prima alla prova le capacità per assicurarsi che sia il vero Kojiro. Nel farlo però due dei tre spadaccini muoiono e solo l'intervento di Matahachi ferma il ragazzo. Matahachi porta quindi Kojiro al dojo della Yoshioka, fingendo di essere l'unico in grado di parlare e capire lo spadaccino. Il dissenso dei membri del clan, furiosi per la morte dei loro compagni, si manifesta subito ma Ueda riesce a riportare l'ordine. Matahachi approfitta dell'ospitalità del clan ma quando scopre il piano di far combattere Kojiro con Musashi decide di scappare. Quando Ueda spiega il piano a Denshichiro, il leader del clan furioso lo espelle.
Kojiro lascia il dojo degli Yoshioka, annoiato, non avendo idea dei piani del clan, e ritorna alla casa dove era ospite, che si scopre essere la stessa dove risiede Musashi. Musashi spia Kojiro che gioca con la neve dimostrando la sua abilità di spadaccino con un rametto. I due "lottano" con i bastoncini e durante il loro soggiorno in qualche modo Musashi sente di comunicare con il ragazzo. Il giorno dopo Musashi lascia la casa per andare a duellare con Denshichiro.
Prima che il duello inizi Ueda cerca di fermare Musashi con una pistola, a dimostrazione della sua risoluzione nel proteggere il suo maestro. Ueda in realtà afferma che era solo uno stratagemma per fargli cambiare idea, infatti non sa usare le armi da fuoco e la pistola probabilmente non era nello stato di funzionare. Ueda quindi fa passare Musashi ma lo avvisa che, nel caso uccidesse il loro maestro, tutto il clan Yoshioka cercherebbe vendetta. Musashi non bada alle sue parole e arriva al luogo del duello, dove si è raccolta una vasta folla di curiosi, tra i quali vi sono anche Otsu, Jotaro, Takuan, e la nonna di Matahachi. Il duello con Denshichiro sembra mostrare subito il vantaggio di Musashi, che non estrae la spada per buona parte della battaglia. Musashi alla fine estrae la spada e taglia di netto l'avambraccio di Denshichiro. Denshichiro riesce però ad afferrare l'avversario e incurante della sua stessa vita cerca di ucciderlo ma Musashi lo trapassa con il wakazashi dello stesso Denshichiro. Prima di morire, Denshichiro si dimostra contento di aver avuto Musashi come ultimo suo avversario. Ryohei Ueda intanto scopre che la sua espulsione dal clan valeva solo fino alla morte di Denshichiro, il quale l'ha designato come suo erede. Ueda, divenuto la nuova guida del clan Yoshioka, pianifica subito di vendicarsi di Musashi attaccandolo con tutti i 70 membri del clan non appena fosse uscito da Kyoto.
Musashi e Matahachi si incontrano casualmente per strada. L'incontro però prende una brutta piega quando Matahachi, ubriaco e geloso di Musashi, accusa l'amico di essere scappato con Otsu. Musashi colpisce quindi con un pugno in faccia Matahachi e sembra rompere la loro amicizia. Mentre medita su un albero a Ichijōji, si accorge che sotto di lui Ueda e i suoi sottoposti pianificano di attaccarlo con i 70 membri del clan, senza badare al fatto che sarebbe un'azione disonorevole per il clan stesso. Musashi decide quindi che è meglio attaccare per primo il piccolo numero di membri leader della Yoshioka che ha ai suoi piedi. Lo scontro tra Musashi e Ueda viene però subito interrotto dall'arrivo di Takuan, che decide di ospitare per la notte Musashi. Il ragazzo ringrazia Takuan, che nota come Musashi sia cresciuto interiormente.
Musashi spia i movimenti dei suoi avversari dallo stesso grande pino dove aveva incontrato Ueda. Sfruttando il suo ritorno anticipato Musashi attacca furtivamente e silenziosamente alcuni membri della scuola Yoshioka, iniziando con successo a diminuirne il numero e raggiungere subito Ueda. Musashi ferisce al viso Ueda, lasciandolo a terra, e procede nella sua battaglia con l'intero clan. Nonostante il loro numero Musashi miete sempre più vittime, finché Ueda approfitta delle sue ferite e della sua disattenzione e lo attacca furtivamente alle spalle, per poi morire poco dopo per la ferita subita. Musashi, ferito gravemente alla gamba ed esausto ma uscito vincitore, riprende la sua strada allontanandosi da Kyoto, incontrando Akemi, cresciuta. La ragazza afferma che Musashi è stato un folle a non aver deciso di passare la sua vita con lei, e a sorpresa lo pugnala, dicendo che lei era la donna di Seijuro. Sparisce subito dopo lasciando un Musashi completamente sorpreso.

## Personaggi

### Principali
Miyamoto Musashi (宮本武蔵?)
Conosciuto anche con il suo nome di nascita, Shinmen Takezo (新免 武蔵?, Shinmen Takezō). Mira a diventare "invincibile sotto il sole".
Sasaki Kojiro (佐々木小次郎?, Sasaki Kojirō)
Uno spadaccino sordo e acerrimo rivale di Miyamoto Musashi.
Otsu (おつう?, Otsū)
Amica d'infanzia di Takezo e Matahachi, ed ex fidanzata di Matahachi. Serve Yagyu Sekishusai aiutandolo quando le viene richiesto.
Honiden Matahachi (本位田又八?, Hon'iden Matahachi)
Amico d'infanzia di Musashi e Otsu, ex fidanzato di quest'ultima ed ex marito di Oko. All'età di 17 anni, va in guerra con Takezo ma finisce per abbandonarlo durante un combattimento e sposare Oko invece di Otso. Alcuni anni dopo, viene rappresentato come un buono a nulla e un ubriacone, ma persegue i suoi sogni di diventare più forte, dopo aver visto Musashi sfidare la scuola Yoshioka. Per un periodo impersonificherà Sasaki Kojiro, dopo aver ottenuto il certificato di spada da quest'ultimo.
Takuan Soho (沢庵宗彭?, Takuan Sōhō)
Un monaco buddista Rinzai-shū le cui parole sono brutalmente acute e oneste.
Jotaro (城太郎?, Jōtarō)
Il primo apprendista di Musashi. Appare per la prima volta nel volume 4 quando un Musashi ferito rimane in una taverna dopo la sfida alla scuola Yoshioka. È un orfano entusiasta e gentile ma lascia il suo padrone per un po' di tempo dopo, ovvero quando Musashi si ritira vergognosamente dalla sfida con Inshun.

### Secondari
Oko (お甲?, Okō)
La madre di Akemi ed ex moglie di Matahachi. All'inizio si guadagna da vivere con spade e armature lasciate sui campi di battaglia, in seguito lavora nei quartieri del piacere a Kyoto.
Akemi (朱美?)
La figlia di Oko e l'amante di Yoshioka Seijuro. Appare per la prima volta nel volume 1, quando trova Takezo e Matahachi dopo la battaglia di Sekigahara e li porta a casa per aiutarli a riprendersi (è implicito che a quel tempo stesse collezionando spade e armature sul campo di battaglia di Sekigahara). Nel volume 3, lavora nei quartieri del piacere a Kyoto.
Tsujikaze Tenma (辻風典馬?)
Un brigante e capo della banda Tsujikaze (辻風組?, Tsujikaze-gumi). Ha ucciso il padre di Akemi (almeno secondo quest'ultima), ma muore combattendo con Takezo.
Tsujikaze Kōhei (辻風黄平?)
Fratello minore di Tsujikaze Tenma. Successivamente assume il nome di Shishido Baiken (宍戸梅軒?).
Honiden Osugi (お杉おばば?, Hon'iden Osugi)
Madre di Matahachi e matriarca del clan Honiden.
Shinmen Munisai (新免無二斎?)
Il padre di Shinmen Takezo (Musashi) e un esperto di arti marziali nell'uso della spada e della jutte.
Yoshioka Kempo (吉岡 拳法?, Yoshioka Kempō)
Il fondatore della scuola di scherma Yoshioka e istruttore militare di una famiglia dello Shogunato.
Yoshioka Seijuro (吉岡清十郎?, Yoshioka Seijūrō)
Il figlio maggiore di Yoshioka Kempo e uno degli amanti di Akemi. Nonostante non abbia interesse per combattere con la spada, è portato naturalmente per l'arte ed è stato scelto come capo di seconda generazione del clan Yoshioka.
Yoshioka Denshichiro (吉岡伝七郎?, Yoshioka Denshichirō)
Il fratello minore di Seijuro. È strettamente dedito alla via della spada.
Ueda Ryohei (植田良平?, Ueda Ryōhei)
Discepolo anziano della scuola di Yoshioka e leader delle Dieci Spade di Yoshioka (吉岡十剣?, Yoshioka jū ken), che include Mīke Jurozaemon, Nampo Yoichibe, Kobashi Kurando, Otaguro Hyusuke, Horikawa Yoshibe, Azuma Koshiro, Fujie e Tagaya Hikozo.
Gion Toji (祇園藤次?, Gion Tōji)
Un anziano discepolo della scuola di Yoshioka e membro delle Dieci Spade.
Hozoin Inei (宝蔵院 胤栄?, Hōzōin In'ei)
Il fondatore della scuola di lancia Hozoin. Alcuni dei suoi studenti sono Agon (阿厳?) e Myoei (明栄?, Myōei).
Hozoin Inshun (宝蔵院 胤舜?, Hōzōin Inshun)
Il maestro di seconda generazione della tecnica della lancia Hozoin. Prima di essere un discepolo della scuola di Hozoin, si chiamava Shinnosuke Mitsuda i cui genitori furono uccisi da un ronin.
Yagyu Sekishusai Muneyoshi (柳生石舟斎?, Yagyū Sekishūsai Muneyoshi)
Il successore della scuola di Yagyu Shinkage, è figlio di Yagyu Toshikatsu e nipote di Yagyu Muneyoshi.
Kamiizumi Hidetsuna (上泉 伊勢守 秀綱?, Kami'izumi Ise no Kami Hidetsuna)
Il fondatore della scuola di spada Shinkage e maestro di Yagyu Sekishusai Muneyoshi.
Yagyu Hyogonosuke (柳生兵庫助?, Yagyū Hyōgonosuke)
Il successore della scuola di Yagyu Shinkage, è figlio di Yagyu Toshikatsu e nipote di Yagyu Muneyoshi.
Kanemaki Jisai (鐘巻自斎?)
Fondatore della scuola di scherma Chujo. Maestro e tutore di Sasaki Kojiro, nonché maestro di suo padre.
Ito Ittosai (伊藤一刀斎?, Itō Ittōsai)
Ex allievo di Kanemaki Jisai e fondatore della scuola di scherma Itto. Prende con sé Sasaki Kojiro durante il suo viaggio e gli insegna ulteriormente ad affinare l'arte della spada.
Muso Gonnosuke (夢想権之助?, Musō Gonnosuke)
Fondatore della scuola di jōjutsu di Shinto Muso. Si unisce a Ito Ittosai e Sasaki Kojiro nei loro viaggi.
Honami Koetsu (本阿弥光悦?, Hon'ami Koetsu)
Famoso affilatore di spade, artista e calligrafo.
Itakura Katsushige (板倉勝重?)
Lo Shoshidai di Kyoto. Nel corso della storia imprigiona Musashi per proteggerlo fino a quando le sue ferite non fossero del tutto guarite.
Hosokawa Tadatoshi (細川忠利?)
Daimyō del dominio di Kokura.
Nagaoka Sado (長岡 佐渡?)
Un samurai al servizio del clan Hosokawa.

## Principali differenze con il romanzo di Eiji Yoshikawa
- Nel romanzo il personaggio di Takuan è molto più cinico e severo. Picchia Takezo per catturarlo.
- Nel romanzo a liberare Takezo è Otsu che taglia la corda e fugge con lui.
- Nel romanzo Takuan non porta Takezo in cima ad una montagna ma lo rinchiude in una cella per tre anni.
- Alla Yoshioka Musashi viene ferito alla fronte da Seijuro e il duello con Denshichiro viene rimandato a causa di un incendio causato da Matahachi, nel romanzo non succede niente di tutto ciò: Musashi, dopo aver sconfitto alcuni allievi della Yoshioka, fugge via prima di affrontare Seijuro, in seguito si scuserà, facendogli recapitare una lettera di sfida per l'anno venturo.
- A Kyo, Musashi e Takuan si incontrano in entrambe le opere ma in circostanze diverse. Takuan interrompe lo scontro casuale fra Musashi e Ryohei Ueda, divenuto capo della Yoshioka dopo la morte di Denshichiro Yoshioka; inoltre Takuan assiste al duello fra Musashi e Denshichiro. Nel romanzo Takuan incontra Musashi presso la casa di geisha Ōgiya, dove Musashi è stato portato da Kōetsu.
- Toji Ghion arriva al tempio Hoizon e assiste al primo duello fra Musashi e Inshun, nel romanzo no. Nel romanzo Musashi e Inshun non si affrontano mai a duello mortale, ma Musashi aiuta i monaci del tempio a liberarsi di alcuni Rōnin fuorilegge.
- Nel romanzo Musashi non viene allenato da Inei Hozoin
- Matahachi riesce a trovare e uccidere l'imbroglione Yasoma. Nel romanzo no.
- Nel romanzo la figura di Hidetsuno Isenokami Komiizumi non esiste.
- Nel romanzo Musashi non incontra Sekishusai addormentato, ma si ritira prima: quando sente il suono del flauto di Otsu.
- Zio Gon nel romanzo muore affogato mentre tenta di salvare Akemi, la quale si voleva suicidare poiché violentata da Seijuro. Nel manga Seijuro e Akemi sono amanti e Zio Gon muore in combattimento per difendere il nipote Matahachi.
- Nel manga Baiken Shishido muore prima di incontrare Musashi e Kohei Tsujikaze ne prende il posto, vivendo a casa sua con la figlia di Baiken, Rindo. Nel romanzo Baiken Shishido non è morto, ha una moglie e un figlio maschio.
- Il personaggio di Kojiro Sasaki, nel romanzo, è totalmente diverso. Non è sordomuto, è un gran attaccabrighe e provocatore ed è accompagnato da una scimmietta che porta sempre in spalla. Inoltre incontra Musashi in circostanze diverse: in quanto amico di Seijuro, conosce Musashi come opponente della Yoshioka e fin dal principio prova verso di lui un'antipatia derivante anche dalla popolarità di quest'ultimo; per lo stesso motivo aiuterà in più momenti Osugi, madre di Matahachi.
- Nel manga vengono approfonditi i personaggi e il passato di Inshun Hoizon, Kohei Tsujikaze e di Kojiro Sasaki.
- Nel romanzo il duello fra Musashi e Seijuro si conclude in maniera differente: Musashi combatte con il bokken anziché con la katana e Seijuro non viene ucciso, ma perde l'uso del braccio destro (che gli viene in seguito amputato da Kojiro Sasaki)
- Anche le circostanze del duello contro Denshichiro sono totalmente diverse nel romanzo: non si affrontano attorniati da una folla di curiosi, e oltretutto Musashi lo affronta quasi di nascosto.

## Produzione
Takehiko Inoue ha iniziato a lavorare a Vagabond dopo essersi chiesto come fosse Musashi quando leggeva l'omonimo romanzo. Dopo aver disegnato un manga sportivo, voleva creare una serie su concetti più basilari, come "vita e morte, la condizione umana, ecc.". Piuttosto che ritrarre la vita successiva di Musashi nel suo "stato illuminato", di cui è stato scritto spesso, l'autore ha scelto di rappresentare il meno noto "giovane che raggiunge quel punto di illuminazione quando proviene da un luogo in cui è così simile a un animale". Nel 2009 ha dichiarato di essere in grado di rispettare la sua scadenza settimanale grazie al solo fatto di dover disegnare i personaggi della storia, mentre i suoi cinque assistenti si occupavano degli sfondi.
Nell'aprile 2009, Inoue rivelò al quotidiano Nishinippon Shimbun che credeva di concludere Vagabond "entro uno o due anni". Nonostante ciò l'autore affermò anche che non sapeva ancora come la storia si sarebbe conclusa, ma che era entrata sicuramente nel suo climax. Nel gennaio 2010, ha confermato che sarebbe terminato entro la fine dell'anno. Tuttavia, a settembre, durante una pausa dovuta a problemi di salute, Inoue ha annunciato che il finale era stato posticipato al 2011. Inoue ha poi pubblicato un aggiornamento sul suo sito web nel dicembre 2010, affermando che Vagabond non sarebbe tornato fino a quando non avesse riacquistato "entusiasmo" per la serie.
Dopo diciotto mesi, Vagabond è tornato sulla rivista Morning nel marzo 2012 con cadenza mensile. Il manga è poi entrato in una pausa di quattro mesi nel febbraio 2014, in quanto l'autore si stava documentando sugli avvenimenti storici dell'epoca. La sua sospensione si prolungò fino al gennaio 2015, mese in cui fu effettivamente ripresa. La serie è attualmente in pausa dal 21 maggio 2015, ferma al capitolo 327.

## Pubblicazione
Scritto e illustrato da Takehiko Inoue, Vagabond è basato sul romanzo Musashi del 1935 di Eiji Yoshikawa. Ha iniziato la serializzazione dal 17 settembre 1998 sulla rivista Weekly Morning edita da Kōdansha. I capitoli vengono raccolti in volumi tankōbon dal 23 marzo 1999.
Due artbook sono stati pubblicati il 23 ottobre 2006 in Giappone; il primo, intitolato Water presentava le illustrazioni colorate del manga assieme ad altri nuovi disegni, e Sumi (墨?) che invece conteneva altri disegni in bianco e nero assieme ad alcuni schizzi preparatori.
In Italia la serie viene pubblicata da Panini Comics sotto l'etichetta Planet Manga dal maggio 2000 in un'edizione costituita da volumi che contiene meno pagine di quelle presenti nei tankōbon originali. Una seconda edizione ad opera dello stesso editore intitolata Vagabond Deluxe viene distribuita dal 9 febbraio 2004 e consta invece di volumi di formato e contenuto uguale a quelli nipponici.
Nel settembre 2008 è stato anche distribuito il primo artbook, Water.

## Accoglienza
Vagabond ha venduto 82 milioni di copie in tutto il mondo. Il manga ha vinto il Gran Premio per i manga al Japan Media Arts Festival del 2000. Durante il discorso di congratulazioni rivolto a Takehiko Inoue, uno dei giudici affermò: "Da Toyotomi a Tokugawa. Musashi Miyamoto è cresciuto a cavallo di due grandi epoche. Il signor Inoue ha preso il potente Musashi che a volte veniva chiamato "bestia" e lo ha disegnato come un vagabondo. L'artista si vanta di sfidare audacemente l'opera letteraria nazionale di Eiji Yoshikawa, anche così, il senso di velocità che crea è impressionante. Mando i miei applausi all'artista per aver creato una nuova immagine di Musashi". Nello stesso anno, la serie ha vinto il 24º Premio Kodansha per i manga nella categoria generale. Vagabond ha anche ricevuto il Premio culturale Osamu Tezuka nel 2002, e la versione nordamericana ha fatto guadagnare a Inoue una nomination per l'Eisner Award 2003 nella categoria miglior scrittore/disegnatore.